# Tony Plana
Tony Plana, właśc. Jose Antonio Plana (ur. 19 kwietnia 1952 w Hawanie na Kubie) – kubański aktor, reżyser i scenarzysta filmowy i telewizyjny.

## Życiorys
Najmłodszy z trzech synów Conchity i Pepe Plany, dorastał z dwoma starszymi braćmi - Victorem i Oscarem. Rodzice pracowali w banku, lecz bez wahania zrezygnowali z kariery i w 1963 roku przenieśli się z synami do USA. Najpierw rodzina zamieszkała w Miami, potem w Culver City, gdzie ojciec dostał pracę w fabryce.
Tony Plana myślał początkowo o zawodzie prawnika. Dopiero w ostatniej klasie szkoły średniej zmienił plany. Uczył się aktorstwa na Uniwersytecie Loyola Marymount i w londyńskiej Royal Academy od Dramatic Art. Na ekranie pojawił się po raz pierwszy w jednym z odcinków sitcomu ABC What's Happening!! (1978).
W 1988 roku poślubił Adę Maris. Mają dwoje dzieci: syna Alejandra (ur. 1990) i córkę Isabel (ur. 1994).

## Filmografia

### Filmy kinowe
- 2009: Life Is Hot in Cracktown
- 2005: Gol! (Goal!) jako Hernan Nunez
- 2002: Fidel - Legenda (Fidel) jako generał Fulgencio Batista
- 1998: Cień wątpliwości (Shadow of Doubt) jako detektyw Krause
- 1996: Lęk pierwotny (Primal Fear)
- 1986: Trzej amigos (Three Amigos)

### Filmy telewizyjne
- 1999: Moja kochana zabójczyni

### Seriale TV
- 2011: Gotowe na wszystko (Desperate Housewives) jako Alejandro Perez
- 2006–2008: Brzydula Betty (Ugly Betty) jako Ignacio Suarez, ojciec Betty
- 2006: Pani prezydent (Commander In Chief) jako Pete Ragone
- 2005: 24 godziny (24) jako Omar
- 2005: CSI: Kryminalne zagadki Las Vegas (CSI: Crime Scene Investigation) jako Elindio Zapata
- 2004: JAG – Wojskowe Biuro Śledcze (JAG) jako Pułkownik Okarman
- 2001: Prezydencki poker (The West Wing) jako Mickey Troop
- 1998: Ally McBeal jako Sędzia Warren Figueroa
- 1996: Kameleon (The Pretender) jako Detektyw Guerra
- 1996: Nash Bridges jako Roscoe Skirt
- 1995: Ostry dyżur (ER) jako ksiądz
- 1994: Star Trek: Deep Space Nine jako Amaros
- 1994: One West Waikiki jako Ramon Guiterrez
- 1988: Policjanci z Miami (Miami Vice) jako Ernesto Guerrero
- 1984: Policjanci z Miami (Miami Vice) jako Cinco
- 1983: Remington Steele jako Hector Sanchez